# Каширин, Иван Дмитриевич
Ива́н Дми́триевич Каши́рин (3 [15] января 1890 — 20 сентября 1937) —
уральский красный казак, участник Гражданской войны, краском и сотрудник ВЧК-ОГПУ СССР. Брат П. Д. Каширина и Н. Д. Каширина. Расстрелян в 1937 году в условиях «культа личности Сталина», реабилитирован посмертно.

## Биография
Родился в поселке Форштадт, в доме казака-учителя, потомка пугачевца, а затем атамана Верхнеуральской станицы Дмитрия Ивановича Каширина и его жены Ларисы Матвеервны, урожд. Звягинцевой. В семье было четыре брата (также принявших участие в революционном движении) и две дочери.
Все сыновья Дмитрия Ивановича — Николай, Иван, Пётр, Алексей – учились в Оренбургском юнкерском училище. Иван стал хорунжим и дослужился до сотника (как и старший брат Николай), в 1911—1912 годах служил во 2-м Оренбургском полку в Варшаве. После неоднократных наказаний был исключён из строевых частей состава полка. В 1912 году вернулся в родной посёлок Форштадт Верхнеуральской станицы. С началом Первой Мировой войны был мобилизован, участник войны на Юго-Западном фронте. Последний чин — подъесаул русской императорской армии. Удостоен ряда наград, в том числе шашки в серебре.
После Февральской революции примыкал к анархистам, избран председателем дивизионного комитета. С июня 1918 года председатель Исполнительного комитета Верхнеуральского уездного Совета (Оренбургская губерния), участвовал в борьбе с дутовцами (Оренбургское Казачье Войско во главе с Войсковым атаманом А. И. Дутовым), частями Белой армии и Чехословацкого корпуса. Братья Каширины пользовались авторитетом в Верхнеуральской станице, однако, как вспоминал В. К. Блюхер, «я бы не сказал, что они в то время (речь идет уже об июле 1918 г.) были вполне политически сложившимися и полностью понимали свою роль. И. Д. Каширин был беспартийный. Одевался он немного помпезно, обычно носил красную рубашку. Н. Д. Каширин представлял собой резкую противоположность своему брату. Он уже в то время был членом партии. Это был скромный, сдержанный и умный командир». В июне-сентябре 1918 г. И. Д. Каширин командовал Верхнеуральско-Троицким, а затем Верхнеуральским отрядом (c 16 июля 1918 года партизанские отряды были объединены в сводный Уральский отряд под командованием Н. Д. Каширина). Из-за неудачной попытки прорыва из окружения через г. Верхнеуральск 2 августа военным советом на должность главкома был утвержден В.К Блюхер, который реорганизовал отряды в полки, батальоны и роты. Этот момент описал в своих воспоминаниях И. П. Маркелов:
«Взял слово Николай Каширин: — Как видите, я не могу командовать. Надо прямо сказать, что мы и ошиблись. Наш план прорыва на Екатеринбург был ошибочен. Был другой план Василия Константиновича, план соединения с Красной Армией в районе Камы. Вся обстановка говорит, что прав Блюхер. Надо ему и вручить командование. Он этого заслуживает. Бойцы его уважают, пойдут за ним. Пусть создаст штаб, руководит прорывом. Мы все будем ему помогать.»
В период с 14 по 19 августа 1918 г., после пополнения, сводный Уральский отряд вырос в Уральскую партизанскую армию. под командованием В. К. Блюхера. К 10 сентября армия вышла в район Аскино, у с. Тюйно-Озёрская прорвала кольцо окружения и 12-14 сентября соединилась с передовыми частями 3-й армии Восточного фронта. Спустя 10 дней армия прибыла в Кунгур, где её основная масса влилась в 4-ю Уральскую стрелковую дивизию, командиром которой стал В. К. Блюхер. С 24 сентября 1918 г. И. Д. Каширин — командир 2-й бригады в 3-й армии. (Партизанские части, за исключением Архангельского полка, включенного в состав 5-й Уральской дивизии, были включены в 4-ю Уральскую дивизию, понесшую большие потери. Партизанские отряды реорганизуются в бригады. Из Верхнеуральского отряда формируется 2-я бригада, командиром которой стал И. Д. Каширин). 11 ноября 1918 г. 4-я дивизия была переименована в 30-ю стрелковую дивизию, предварительно пополнившись за счёт двух бригад из расформированной 3-й Уральской дивизии. После перевода В. К. Блюхера на новую должность командиром дивизии стал Н. Д. Каширин.
Остаток Гражданской войны И. Д. Каширин прошёл дорогами 30-й стрелковой дивизии. Войну закончил командиром Особой казачьей кавалерийской бригады Туркестанской армии Восточного фронта.
С марта по июль 1920 года председатель Исполнительного комитета Верхнеуральского уездного Совета (Оренбургская губерния). С июля 1920 года в органах ВЧК-ОГПУ на Южном Урале, в Поволжье, Москве. В конце 1920-х — нач. 30-х участвовал в жестоких репрессиях против крестьян Нижне-Волжского края. С февраля 1920 года по апрель 1921 года председатель Башкирской ЧК, при этом с 19 ноября 1920 по февраль 1921 года народный комиссар внутренних дел Башкирской АССР. В 1921—1922 годах председатель Саратовской губернской ЧК. В 1922 г. особоуполномоченный ВЧК — ГПУ по борьбе с бандитизмом в Карелии. С апреля по 19 мая 1922 г. начальник Карельского областного отдела ГПУ. Затем в том же 1922 году начальник Олонецкого губернского отдела ГПУ. После чего работал полномочным представителем ГПУ при НКВД РСФСР по Поволжью. С 1923 года по 27 июня 1928 года полномочный представитель ОГПУ при СНК СССР по Киргизскому краю и Казакстану, одновременно с февраля по октябрь 1924 года являлся временно исполняющим должность заместителя народного комиссара внутренних дел Киргизской АССР (Казакской АССР). С 27 июня 1928 года по 29 января 1931 года полномочный представитель ОГПУ при СНК СССР по Нижне-Волжскому краю.
С января 1931 года начальник Управления рабоче-крестьянской милиции и уголовного розыска при СНК РСФСР. С 1931 года — на хозяйственной работе в структуре СНК СССР. С июня 1937 года начальник Мобилизационного отдела Народного комиссариата лесной промышленности СССР. Член ВЦИК и ЦИК СССР, делегат ряда партийных съездов (XI, XIV, XV, XVI съездов партии) и конференций. Награждён орденом Красного Знамени.

## Из источников
Краеведческий портал Челябинской области: «Каширин Иван Дмитриевич, 1890 года рождения, апрель, из казаков-кулаков, кадровый офицер казачьих войск царской армии, последний чин — подъесаул. Образование — 4-х классное городское и Оренбургское юнкерское училище, начальник моботдела Наркомлеса СССР, член РКП(б) с апреля 1917 года. Орден Красного Знамени № 5657, Грамота к Знаку Почетного чекиста № 207, проживает: улица Дзержинского, 12, кв. 95. Женат. Жена — Мажкеева Джамиля Габбасовна, сын Альмарив, 9 лет, братья — Николай — командарм II ранга, Петр — зав. коммунальным банком в Оренбурге, Алексей — бухгалтер в Ростове. Сестры — Мария Каширина в Ростове, Евдокия Бухмастова в Западной Сибири».
Собственноручно о своем жизненном пути Иван Дмитриевич Каширин написал следующее:
«1910-1913 г.г. — 2-й Оренбургский казачий полк (г. Варшава), младший офицер ;
1914—1915 г.г. — 10-й Оренбургский казачий полк, адъютант полка ;
1915—1917 г.г. — 1-я Оренбургская казачья дивизия, начальник дивизиона конно-саперной команды;
1918 г. — южно-уральские партизанские отряды Красной Армии, командующий отрядом ;
1919 г. — командир 2-й стрелковой бригады 30-й стрелковой дивизии ;
1919 г. — командир отдельной кавалерийской бригады ;
1920 г. — председатель ревкома и уездстанкома Верхнеуральского уезда ;
1920—1921 г.г. — председатель Обл. БашЧека ;
1921 г. — председатель Губчека Саратовской губернии ;
1921—1922 г.г. — особоуполномоченный ВЧК по Карелии ;
1928—1931 г.г. — полномочный представитель ОГПУ по Нижне-Поволжскому краю ;
1931 г. — начальник Главного управления рабоче-крестьянской милиции РСФСР ;
1931—1932 г.г. — член коллегии Наркомпрома СССР ;
1932—1934 г.г. — член коллегии Наркомсовхозов СССР ;
1934—1937 г.г. — начальник моботдела Наркомлеса СССР».

## Репрессии
Арестован органами НКВД на основании «показаний» Н. Т. Фокина-Уральского 21 июня 1937 года по ордеру от 20 июня 1937 года, в гостинице г. Вологды, где находился в командировке по линии Наркомлеса. Внесен в сталинский расстрельный список «Москва-центр» от 15 сентября 1937 г. («за» 1-ю категорию Сталин, Молотов). Осуждён к ВМН 20 сентября 1937 года ВКВС СССР по обвинению в «участии в антисоветской террористической организации». Расстрелян в тот же день. Место захоронения — неизвестная могила Донского кладбища. Реабилитирован посмертно ВКВС СССР 20 апреля 1957 года.
Его жена, Джамиля Габбасовна Мажкеева, после ареста мужа также была арестована, приговорена как ЧСИР к 8 годам ИТЛ, освобождена в 1945. Сын Альмарив (род. 1927) после ареста матери отправлен в детский дом. После пересмотра дела и реабилитации И.Д.Каширина его сыну, проживавшему в Москве в общежитии ФЗО выдали справку о реабилитации, а также, где было указано, что его отец умер в местах заключения 16 июля 1942 года

## Братья
Каширин Николай Дмитриевич 1888 г.р., уроженец ст-цы Верхнеуральская Верхнеуральского уезда Оренбургской губ.; русский; из казаков; образование высшее; член РКП(б) с 1918 года; бывш. подъесаул Оренбургского казачьего войска; в РККА с 1918 года; член Специального судебного присутствия Верховного суда СССР по т. н. «делу о военно-фашистском заговоре в РККА» 11 июня 1937 г.; на момент ареста начальник Управления боевой подготовки РККА, член Военного совета при НКО СССР, командарм 2-го ранга. Проживал: г. Москва, Лубянский пр-д, д. 17, кв. 15.
Арестован 19 августа 1937 г. Внесен в сталинские расстрельные списки от 1 ноября 1937 г. и 10 июня 1938 г. («за» 1-ю категорию Молотов,Сталин, Ворошилов, Каганович, Жданов). Приговорен к ВМН ВКВС СССР 14 июня 1938 года по обвинению в «участии в к.-р. террористической организации в рядах РККА». Расстрелян в тот же день. Место захоронения — Московская обл., спецобъект НКВД «Коммунарка». Реабилитирован посмертно 1 сентября 1956 г. ВКВС СССР.
Каширин Петр Дмитриевич 1892(1893) г.р., уроженец пос. Форштадт ст-цы Верхнеуральская Верхнеуральского уезда Оренбургской губ.; русский; из казаков; образование высшее; член РКП(б); бывш. хорунжий Оренбургского казачьего войска; активный участник Гражданской войны; в 1926-1931 гг. председатель Оренбургского губисполкома, затем в 1931-1933 гг. председатель исполкома Оренбургского горсовета. На момент ареста -управляющий областного коммунального банка. Проживал в г. Оренбург. Арестован 6 июня 1937 года в Оренбурге на основании «показаний» Н. Т. Фокина-Уральского. Внесен в сталинский расстрельный список от УНКВД Оренбургской обл. за 7 декабря 1937 г. («за» 1-ю категорию Сталин, Молотов, Жданов). Осуждён 4 февраля 1938 года выездной сессией Военной коллегии Верховного суда СССР к ВМН. Расстрелян в тот же день вместе с Фокиным-Уральским и 58 другими осужденными в/с ВКВС СССР. Предполагаемое место захоронения — Зауральная роща г. Оренбурга. Реабилитирован посмертно 14 ноября 1957 года.
Каширин Алексей Дмитриевич Родился 24 февраля 1897 года в пос. Форштадт Верхнеуральского уезда Оренбургской губ.; русский; из казаков; бывш. подхорунжий Оренбургского казачьего войска; участник Гражданской войны на стороне красных (в 1918 г.занимал должность оперативного работника штаба отряда Н. Д. Каширина). В 1921 году работал заведующим орготделом исполкома Совета г. Челябинска. С 1922 г. служащий Троицкого горисполкома. В 1927 году на хозяйственной работе в г. Оренбурге. С 1931 года служащий финансового отдела штаба Сев.-Кавк. военного округа в Ростове-на-Дону. В 1937 г. вернулся в г. Верхнеуральск, с 1939 года жил в г. Уфе. В 1941 году мобилизован в Красную Армию, участвовал в боях Великой Отечественной войны. Попал в плен. В 1943 году расстрелян за попытку побега из лагеря для советских военнопленных. Место захоронения неизвестно.

## Память
- Имя братьев Кашириных носят улицы в городах Оренбург, Кунгур, Челябинск, Краматорск, Сибай. село Архангельское РБ

## Сочинения
- Каширин И. Д. Последний решающий удар // Легендарный рейд. Сборник воспоминаний. — М., 1959.